# Serie Nacional de Béisbol 2012-2013
La temporada de la Serie Nacional de Béisbol 2012-2013 de Cuba abrió con el juego inaugural a las 2:30 p. m. (-5 GMT) el domingo 25 de noviembre de 2012 en la ciudad de Ciego de Ávila capital de la provincia del mismo nombre. La apertura para las demás selecciones quedó establecida para el martes 27 de noviembre.
El primer juego inaugural correspondió entre los equipos Industriales y los Tigres de Ciego de Ávila subcampeón y campeón respectivamente de la serie anterior. El resultado del juego inaugural quedó como sigue:
Fecha: 2012; Estadio: José Ramón Cepero, Ciudad: Ciego de Ávila, Provincia: Ciego de Ávila.
| Equipo                                                | 1 | 2 | 3 | 4 | 5 | 6 | 7 | 8 | 9 | 10 | 11 | 12 | C | H | E |
| ----------------------------------------------------- | - | - | - | - | - | - | - | - | - | -- | -- | -- | - | - | - |
| Industriales                                          | 0 | 0 | 0 | 0 | 0 | 0 | 0 | 0 | 0 | 0  | 0  | 0  | 0 | 5 | 0 |
| Tigres de Ciego de Ávila                              | 0 | 0 | 0 | 0 | 0 | 0 | 0 | 0 | 0 | 0  | 0  | 1  | 1 | 7 | 0 |
| G: Lázaro Santana (1-0); P: Rancel Sánchez (0-1); SV: |   |   |   |   |   |   |   |   |   |    |    |    |   |   |   |
| HR: ASIST:                                            |   |   |   |   |   |   |   |   |   |    |    |    |   |   |   |

En esta serie aparecen nuevos cambios, luego de un proceso de consultas, en el formato de la competencia, ahora dividida en dos fases y con un equipo menos que en la serie pasada. Los 16 equipos participantes lucharán en un todos contra todos durante 45 juegos para cada equipo, donde solo los 8 primeros pasarán a la segunda fase. El equipo que abandonó la Serie Nacional fue Metropolitanos de La Habana.

## Temporada regular
En la temporada regular de la LII Serie Nacional de Béisbol los 16 equipos participantes tienen una primera fase de 45 juegos de todos contra todos, pasando a la segunda etapa los primeros 8 equipos.
Se ha aprobado para esta Serie un roster de 32 jugadores por cada equipo.
Se mantiene como norma el "tie break" ahora con diferencias con relación a la serie anterior pues su uso solo es a partir del inning 13. El orden al bate no lo decide el mánager del equipo pues continúa el jugador que le tocaba el turno y para primera y segunda van los dos últimos outs del inning anterior.
La norma de las cantidades de lanzamientos de los pitchers ha sido modificada para esta serie resultando como muestra la siguiente tabla:
| Cantidad de lances | Puede lanzar  |
| ------------------ | ------------- |
| 1 a 30             | siguiente día |
| 31 a 50            | segundo día   |
| 51 a 70            | tercer día    |
| 71 a 85            | cuarto día    |
| 85 a 100 (límite)  | quinto día    |

### Primera Fase
| Lugar | Equipo                      | JJ | JG | JP | .AVE | Dif. | Home Club | Visitante |
| ----- | --------------------------- | -- | -- | -- | ---- | ---- | --------- | --------- |
| 1     | Gallos de Sancti Spíritus   | 44 | 31 | 14 | .689 | -    | (16-8)    | (15-6)    |
| 2     | Elefantes de Cienfuegos     | 45 | 30 | 15 | .666 | 0.5  | (16-5)    | (14-10)   |
| 3     | Leones de Industriales      | 45 | 27 | 18 | .600 | 3.5  | (15-8)    | (12-10)   |
| 4     | Cocodrilos de Matanzas      | 45 | 27 | 18 | .600 | 3.5  | (15-9)    | (12-9)    |
| 5     | Piratas de la Isla          | 45 | 26 | 19 | .577 | 4.5  | (15-6)    | (11-13)   |
| 6     | Naranjas de Villa Clara     | 44 | 24 | 20 | .545 | 6.0  | (17-4)    | (7-16)    |
| 7     | Tigres de Ciego de Ávila    | 45 | 24 | 21 | .533 | 6.5  | (12-10)   | (12-11)   |
| 8     | Lobos de Pinar del Río      | 45 | 24 | 21 | .533 | 6.5  | (14-7)    | (10-14)   |
| 9     | Leñadores de Las Tunas      | 45 | 23 | 22 | .511 | 7.5  | (14-10)   | (9-12)    |
| 10    | Indios de Guantánamo        | 45 | 19 | 26 | .422 | 11.5 | (11-10)   | (8-16)    |
| 11    | Alazanes de Granma          | 45 | 19 | 26 | .422 | 11.5 | (13-11)   | (6-15)    |
| 12    | Avispas de Santiago de Cuba | 45 | 18 | 27 | .400 | 12.5 | (11-13)   | (7-14)    |
| 13    | Sabuesos de Holguín         | 45 | 18 | 27 | .400 | 12.5 | (13-11)   | (5-16)    |
| 14    | Huracanes de Mayabeque      | 45 | 18 | 27 | .400 | 12.5 | (11-10)   | (7-17)    |
| 15    | Ganaderos de Camagüey       | 45 | 17 | 28 | .377 | 13.5 | (10-11)   | (7-17)    |
| 16    | Cazadores de Artemisa       | 45 | 15 | 30 | .333 | 15.5 | (10-14)   | (5-16)    |

- Fuente: Béisbol Cubano

### Juego de las Estrellas
El juego de las Estrellas se realiza antes de comenzar la segunda fase del campeonato variándose la fecha prevista inicialmente del 3 de febrero de 2013 para una posterior al 3er Clásico Mundial de Béisbol con vistas a una mejor preparación de los atletas.
Fecha: 2013; Estadio: José Antonio Huelga, Ciudad: Sancti Spiritus, Provincia: Sancti Spiritus
| Equipo                                                            | 1 | 2 | 3 | 4 | 5 | 6 | 7 | 8 | 9 | C  | H  | E |
| ----------------------------------------------------------------- | - | - | - | - | - | - | - | - | - | -- | -- | - |
| Orientales                                                        | 0 | 1 | 0 | 0 | 4 | 2 | 2 | 0 | 0 | 9  | 15 | 2 |
| Occidentales                                                      | 2 | 0 | 1 | 1 | 2 | 0 | 0 | 7 | x | 13 | 11 | 2 |
| G: Vladimir Baños P: Carlos Juan Viera                            |   |   |   |   |   |   |   |   |   |    |    |   |
| HR: Stayler Hernández, Yasmani Tomás, E Sánchez, Yoelvis Fiss (2) |   |   |   |   |   |   |   |   |   |    |    |   |

### Segunda Fase
| Equipo | JJ | G  | P  | .AVE | Dif. |
| ------ | -- | -- | -- | ---- | ---- |
| SSP    | 87 | 56 | 31 | .644 | -    |
| CFG    | 87 | 53 | 34 | .609 | 3.0  |
| VCL    | 87 | 52 | 35 | .605 | 3.5  |
| MTZ    | 87 | 50 | 37 | .575 | 6.0  |
| CAV    | 87 | 45 | 42 | .517 | 11.0 |
| IND    | 87 | 45 | 42 | .517 | 11.0 |
| PRI    | 87 | 43 | 44 | .500 | 12.5 |
| IJV    | 87 | 36 | 51 | .414 | 20.0 |

| Equipo                      | PRI | IJV | MAY | IND | ART | MTZ | VCL | CFG | SSP | CAV | CMG | LTU | HOL | GRA | SCU | GTM | Record |
| --------------------------- | --- | --- | --- | --- | --- | --- | --- | --- | --- | --- | --- | --- | --- | --- | --- | --- | ------ |
| Lobos de Pinar del Río      | -   | 1-2 | 2-1 | 1-2 | 2-1 | 2-1 | 1-2 | 2-1 | 1-2 | 1-2 | 3-0 | 0-3 | 3-0 | 3-0 | 2-1 | 0-3 | 24-21  |
| Piratas de la Isla          | 2-1 | -   | 2-1 | 2-1 | 2-1 | 0-3 | 3-0 | 0-3 | 1-2 | 2-1 | 2-1 | 2-1 | 3-0 | 2-1 | 1-2 | 2-1 | 26-19  |
| Huracanes de Mayabeque      | 1-2 | 1-2 | -   | 0-3 | 1-2 | 1-2 | 0-3 | 1-2 | 0-3 | 3-0 | 3-0 | 2-1 | 1-2 | 1-2 | 1-2 | 2-1 | 18-27  |
| Industriales                | 2-1 | 1-2 | 3-0 | -   | 3-0 | 3-0 | 1-2 | 1-2 | 2-1 | 0-3 | 1-2 | 1-2 | 2-1 | 2-1 | 3-0 | 2-1 | 27-18  |
| Cazadores de Artemisa       | 1-2 | 1-2 | 2-1 | 0-3 | -   | 1-2 | 2-1 | 0-3 | 0-3 | 3-0 | 1-2 | 0-3 | 1-2 | 1-2 | 0-3 | 2-1 | 15-30  |
| Cocodrilos de Matanzas      | 1-2 | 3-0 | 2-1 | 0-3 | 2-1 | -   | 2-1 | 2-1 | 1-2 | 1-2 | 1-2 | 2-1 | 3-0 | 3-0 | 2-1 | 2-1 | 27-18  |
| Naranjas de Villa Clara     | 2-1 | 0-3 | 3-0 | 2-1 | 1-2 | 1-2 | -   | 0-3 | 2-0 | 1-2 | 2-1 | 2-1 | 0-3 | 3-0 | 2-1 | 3-0 | 24-20  |
| Elefantes de Cienfuegos     | 1-2 | 3-0 | 2-1 | 2-1 | 3-0 | 1-2 | 3-0 | -   | 1-2 | 2-1 | 2-1 | 1-2 | 2-1 | 3-0 | 2-1 | 2-1 | 30-15  |
| Gallos de Sancti Spíritus   | 2-1 | 2-1 | 3-0 | 1-2 | 3-0 | 2-1 | 0-2 | 2-1 | -   | 1-2 | 3-0 | 3-0 | 2-1 | 1-2 | 3-0 | 2-1 | 30-14  |
| Tigres de Ciego de Ávila    | 2-1 | 1-2 | 0-3 | 3-0 | 0-3 | 2-1 | 2-1 | 1-2 | 2-1 | -   | 3-0 | 1-2 | 2-1 | 2-1 | 1-2 | 2-1 | 24-21  |
| Ganaderos de Camagüey       | 0-3 | 1-2 | 0-3 | 2-1 | 2-1 | 2-1 | 1-2 | 1-2 | 0-3 | 0-3 | -   | 2-1 | 1-2 | 0-3 | 3-0 | 2-1 | 17-28  |
| Leñadores de Las Tunas      | 3-0 | 1-2 | 1-2 | 2-1 | 3-0 | 1-2 | 1-2 | 2-1 | 0-3 | 2-1 | 1-2 | -   | 0-3 | 2-1 | 1-2 | 3-0 | 23-22  |
| Sabuesos de Holguín         | 0-3 | 0-3 | 2-1 | 1-2 | 2-1 | 0-3 | 3-0 | 1-2 | 1-2 | 1-2 | 2-1 | 3-0 | -   | 0-3 | 1-2 | 1-2 | 18-27  |
| Alazanes de Granma          | 0-3 | 1-2 | 2-1 | 1-2 | 2-1 | 0-3 | 0-3 | 0-3 | 2-1 | 1-2 | 3-0 | 1-2 | 3-0 | -   | 3-0 | 0-3 | 19-26  |
| Avispas de Santiago de Cuba | 1-2 | 2-1 | 2-1 | 0-3 | 3-0 | 1-2 | 1-2 | 1-2 | 0-3 | 2-1 | 0-3 | 2-1 | 2-1 | 0-3 | -   | 1-2 | 18-27  |
| Indios de Guantánamo        | 3-0 | 1-2 | 1-2 | 1-2 | 1-2 | 1-2 | 0-3 | 1-2 | 1-2 | 1-2 | 1-2 | 0-3 | 2-1 | 3-0 | 2-1 | -   | 19-26  |

- Fuente: Béisbol Cubano

### Play Off
Por decisión de la Comisión Nacional de Béisbol en Consejillo Técnico solo se jugará una semifinal y final.

## Ronda final
|  | Semifinales | Semifinales     | Semifinales |  |  | Final | Final | Final |  |
|  |             |                 |             |  |  |       |       |       |  |
|  |             |                 |             |  |  |       |       |       |  |
|  | 1           | Cienfuegos      |             |  |  |       |       |       |  |
|  | 1           | Cienfuegos      |             |  |  |       |       |       |  |
|  | 4           | Villa Clara     |             |  |  |       |       |       |  |
|  | 4           | Villa Clara     | Villa Clara |  |  |       |       |       |  |
|  |             |                 |             |  |  |       |       |       |  |
|  |             |                 | Matanzas    |  |  |       |       |       |  |
|  | 3           | Matanzas        |             |  |  |       |       |       |  |
|  | 3           | Matanzas        |             |  |  |       |       |       |  |
|  | 2           | Sancti Spiritus |             |  |  |       |       |       |  |
|  | 2           | Sancti Spiritus |             |  |  |       |       |       |  |
|  |             |                 |             |  |  |       |       |       |  |